# Balle mouillée

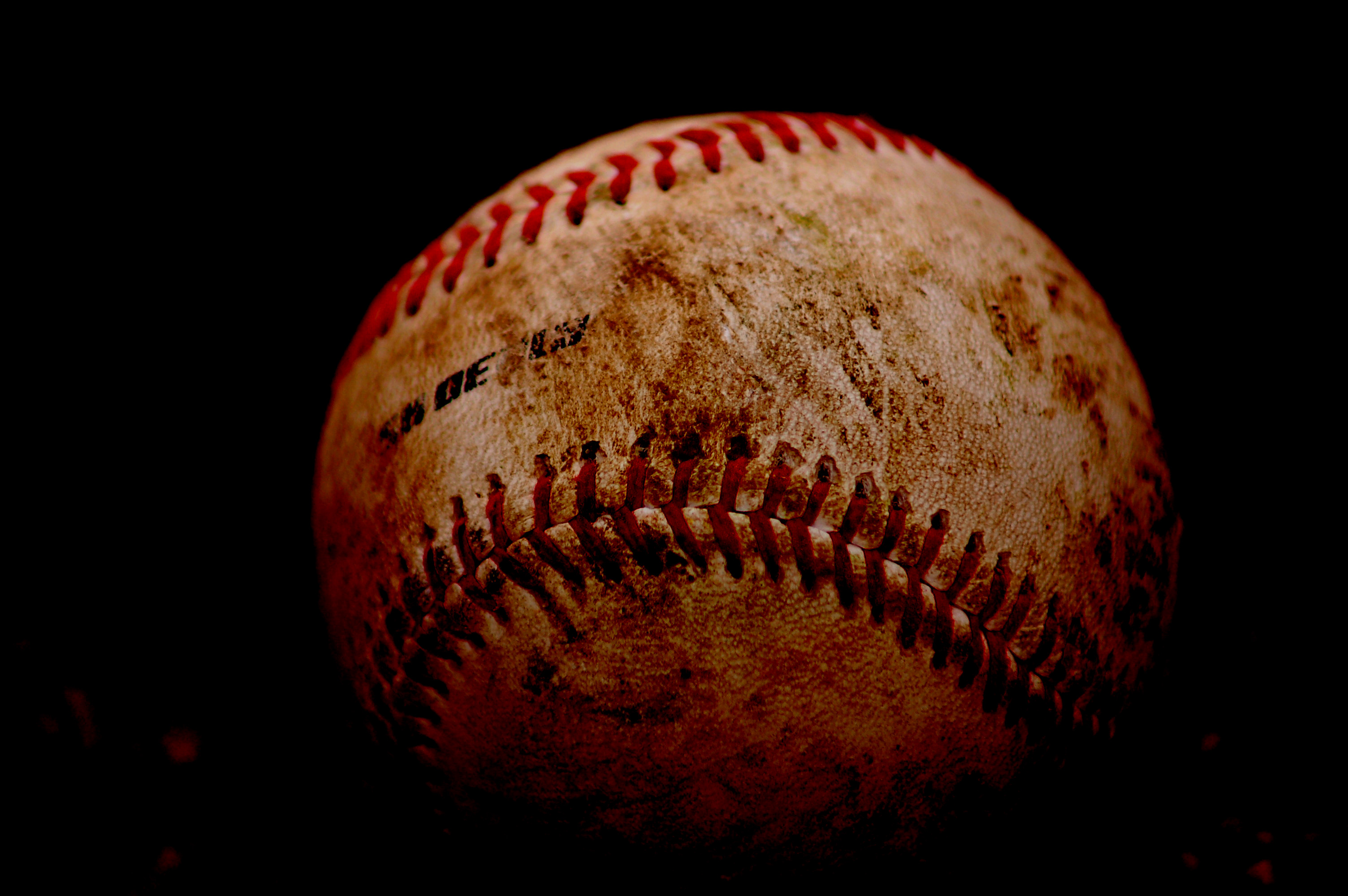
Une balle de baseball.

Une balle mouillée,,,, est un lancer au baseball, aujourd'hui interdit. Il décrit un lancer effectué avec une balle de baseball sur laquelle une substance étrangère a au préalable été appliquée, généralement de la salive, de la gelée de pétrole, du goudron de pin ou du jus de tabac à chiquer. En anglais, elle est appelée spitball (ou parfois spitter), littéralement « balle-crachat ». Une balle dont les propriétés sont modifiées à l'aide d'une substance abrasive est parfois qualifiée à tort de balle mouillée et est également interdite.

## Description
L'application de substances étrangères sur la balle ajoute du poids sur la surface, ce qui affecte la résistance au vent et entraîne la balle dans un mouvement et une rotation atypiques, la rendant plus difficile à frapper avec une batte. La Ligue majeure de baseball a interdit le recours à la balle mouillée après la saison 1920 et celle-ci demeure aujourd'hui prohibée. Cependant, plusieurs lanceurs ont au fil des décennies défié le règlement, s'exposant à des suspensions. Une variante de la balle mouillée consiste à l'abîmer volontairement, souvent à l'aide d'une lime à ongle ou de papier sablé,, afin d'arriver à des résultats similaires, c'est-à-dire des lancers à la trajectoire atypique déjouant le frappeur adverse.

## Interdiction

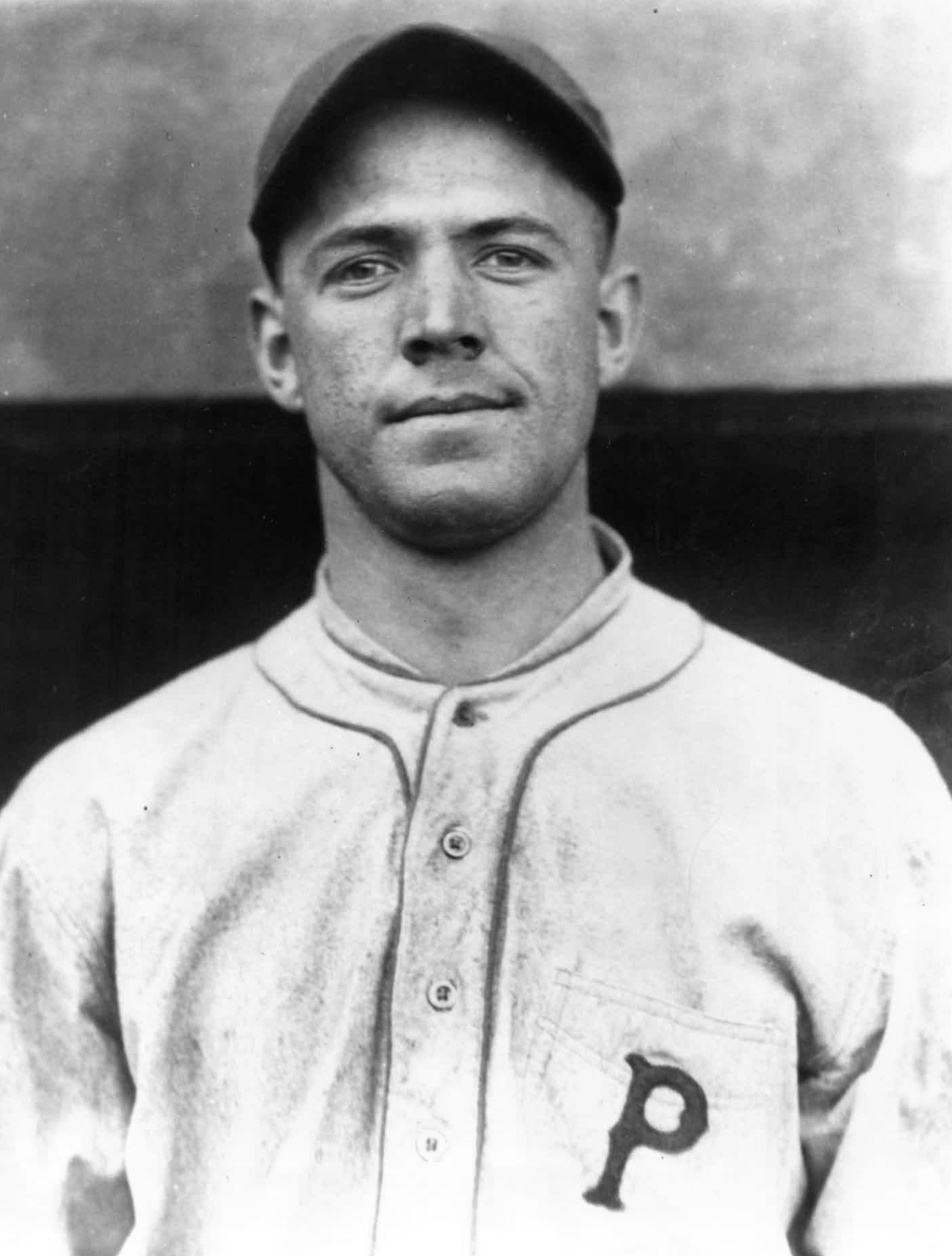
Burleigh Grimes circa 1916, le dernier joueur du baseball majeur à qui il est légalement permis de lancer la balle mouillée.

Durant l'hiver suivant la saison de baseball 1919, le baseball majeur vote une interdiction partielle de la balle mouillée, restreignant son utilisation à seulement deux lanceurs par club. L'expérience ne dure qu'un an et la ligue étend l'interdiction peu après, celle-ci étant précipitée par la mort tragique de Ray Chapman, seul joueur des majeures à perdre la vie à la suite de blessures subies durant un match. Le 16 août 1920, Chapman, un joueur des Indians de Cleveland, est atteint à la tempe par une balle mouillée lancée par Carl Mays des Yankees de New York et meurt une douzaine d'heures après.
À partir de la saison 1921, la balle mouillée n'est plus permise, sauf pour 17 lanceurs qui bénéficient d'une clause de grand-père jusqu'à la fin de leur carrière. Ceux-ci sont, avec l'année de leur dernière saison entre parenthèses : Ray Fisher (qui ne joue pas après 1920), Doc Ayers (1921), Ray Caldwell (1921), Phil Douglas (1922), Dana Fillingim (1925), Marv Goodwin (1925), Dutch Leonard (1925), Allen Russell (1925), Allen Sothoron (1926), Dick Rudolph (1927), Stan Coveleski (1928), Urban Shocker (1928), Bill Doak (1929), Clarence Mitchell (1932), Red Faber (1933), Jack Quinn (1933) et Burleigh Grimes (1934), qui fut le dernier lanceur de la Ligue majeure à avoir employé la balle mouillée avec la bénédiction de la ligue.

## La balle mouillée après son interdiction
Si la balle mouillée n'est jamais redevenue légale dans la Ligue majeure de baseball après son interdiction suivant la saison 1920, elle compte malgré tout certains partisans notables, et non les moindres, comme le commissaire du baseball Ford Frick qui, en 1955, se dit nostalgique d'un tir qui selon lui ne posait aucun danger, à l'inverse de la « balle tire-bouchon d'aujourd'hui » (un lancer à effet) qui « tord le coude et brise les poignets », entraînant à son avis des blessures chez les lanceurs. Dans son autobiographie, Ty Cobb, la plus grande vedette des 20 premières années du XXe siècle, pourfend les autorités du baseball majeur qui, selon lui, ont interdit la balle mouillée par intérêt mercantile, afin de voir plus de points marqués sur des coups de circuit.
Gaylord Perry, un lanceur étoile élu au Temple de la renommée du baseball en 1991, est célèbre pour avoir contrevenu au règlement à maintes reprises durant sa carrière dans les majeures, qui s'étale de 1962 à 1983. Son autobiographie, publiée en 1974, donc en plein milieu de sa carrière de joueur, s'intitule d'ailleurs Me and the spitter (« Moi et la balle mouillée »). En plus de sa balle mouillée, il lançait à l'occasion ce qu'il appelait une puffball, c'est-à-dire une balle sur laquelle il avait appliquée de la résine de pin en poudre et qui arrivait vers le frappeur en même temps qu'un nuage de poussière. Perry n'est puni pour ses tactiques illégales qu'une seule fois, à sa 21e et avant-dernière saison dans les majeures, le 23 août 1982, lorsque l'arbitre Dave Phillips l'expulse d'un match quelques manches après l'avoir averti que les balles qu'il lançait semblaient recouvertes d'une substance graisseuse. Perry est ensuite suspendu pour 10 jours par la ligue et doit payer une amende de 250 dollars.

### Suspensions

Gaylord Perry.

Lanceurs suspendus pour avoir lancé la balle mouillée ou trafiqué la balle :
- Rick Honeycutt, Mariners de Seattle, 1980 : égratigne la balle avec une punaise ;
- Jay Howell, Dodgers de Los Angeles, 1982 : applique du goudron de pin sur la balle ;
- Gaylord Perry, Mariners de Seattle, 1982 : applique de la Vaseline sur la balle ;
- Joe Niekro, Twins du Minnesota, 1987 : égratigne la balle avec une lime à ongle ;
- Kevin Gross, Phillies de Philadelphie, 1987[16],[17] : égratigne la balle avec une feuille de papier sablé ;
- Brian Moehler, Tigers de Détroit, 1999 : égratigne la balle avec du papier de verre ;
- Julián Tavárez, Cardinals de Saint-Louis, 2004 : applique du goudron de pin sur la balle ;
- Brendan Donnelly, Angels d'Anaheim, 2005 : utilisation de goudron de pin ;
- Joel Peralta, Rays de Tampa Bay, 2012 : utilisation de goudron de pin ;
- Michael Pineda, Yankees de New York, 2014 : utilisation de goudron de pin[18] ;
- Will Smith, Brewers de Milwaukee, 2015 : rosin et crème solaire[19].
- Brian Matusz, Orioles de Baltimore, 2015 : substance non précisée[20].

## Autres sports
La 42e loi du cricket interdit de modifier les propriétés de la balle,.
Le Congrès américain de bowling interdit d'appliquer des substances étrangères sur la boule de bowling.